# Carlos Eduardo Guevara
Carlos Eduardo Guevara Villabón (Bogotá, 29 de enero de 1977) es un ingeniero industrial y político colombiano.
Fue concejal de Bogotá desde el año 2009 hasta el 2011 en reemplazo de Carlos Alberto Baena. En el año 2014 fue elegido representante a la Cámara por Bogotá. En el año 2018 fue elegido senador con más de 66.000 votos y en ese mismo año fue elegido Presidente del partido MIRA por la Dirección Nacional, cargo que desempeñó hasta octubre de 2022.

## Biografía
Carlos Guevara es un bogotano graduado en ingeniería industrial en la Universidad Distrital Francisco José de Caldas. Realizó una especialización en Servicios Públicos en la Universidad Externado de Colombia y en Medio Ambiente en la Universidad de la Sabana. Fue becario del Banco Interamericano de Desarrollo.

## Vida política
Desde su juventud empezó su militancia en el Partido político MIRA (en ese entonces denominado Movimiento MIRA), llegando a ser presidente del grupo de Juventudes del Movimiento MIRA. Posteriormente hizo parte de la Unidad de Apoyo Legislativo, del entonces concejal Carlos Alberto Baena. En el año 2009 ocupó la curul de Carlos Alberto Baena en el Concejo de Bogotá. Durante su tiempo como concejal trabajó en proyectos ambientales, infraestructura, transporte y presupuesto. Fue de su interés particular el medio ambiente, por lo que fue el autor de iniciativas contra el Cambio climático, tales como las que llevaron a la implementación de techos verdes en Bogotá. En el año 2011 fue candidato a la Alcaldía de Bogotá por el Partido Político MIRA, obteniendo más de 59.000 votos, aproximadamente el 2.65% de la votación total. En el año 2014 fue candidato a la Cámara de Representantes de Colombia, siendo elegido por la circunscripción de Bogotá con 16.045 votos. Como representante, se dio a conocer por el control político y los debates a las políticas gubernamentales que incrementan el costo de los servicios públicos, proponiendo mantener o reducir las tarifas que dependen de las circunstancias particulares de los ciudadanos y de los malos manejos de las entidades prestadoras de servicios públicos. Fue coautor, junto con su bancada, de la Ley 1773 del 6 de enero de 2016, conocida como Ley Natalia Ponce, que incrementó las penas por ataques con ácido hasta 50 años de prisión.

### Coalición política
En septiembre de 2021 logra, junto con los demás dirigentes de su partido, conformar con el partido Colombia Justa Libres, la primera coalición electoral y política del sector religioso en Colombia, la que denominaron Nos Une Colombia. Así mismo entra a la coalición Equipo por Colombia, siendo uno de sus líderes.

## Reconocimientos
- Reconocimiento a mejor concejal del concejo de Bogotá en los años 2010-2011.[23]